# هونیسن
هونیسن (به لاتین: Hohniesen) یک کوه در سوئیس است که در کانتون برن واقع شده‌است. هونیسن ۲٬۴۵۴ متر بالاتر از سطح دریا واقع شده‌است.